# Esther Alder
Esther Alder, née en 1958 à Soleure, est une femme politique suisse, membre du parti des Verts. Elle est conseillère administrative de la ville de Genève de 2011 à 2020 et maire pour l'année 2015-2016.

## Biographie
Arrivée à Genève à l’âge de neuf ans, Esther Alder y poursuit sa scolarité, entamée dans le canton de Soleure. Titulaire d’un diplôme d’assistante sociale HES et d’un diplôme en gestion et management de l’université de Genève, elle commence sa carrière comme animatrice parascolaire de 1977 à 1983. Dès 1986, elle travaille comme assistante sociale au Caré, lieu de solidarité et d’entraide offrant diverses prestations à des personnes confrontées à des difficultés matérielles et affectives. La même année, elle est engagée comme éducatrice par Carrefour-Rue, une association qui œuvre auprès des personnes sans abri et démunies. 
En 1990, elle devient coresponsable de cette association et prend sa direction en 2010. Elle est également [Quand ?] assistante sociale au Département cantonal de l’instruction publique, créatrice et gestionnaire du service social des classes d’accueil et d’insertion des classes post-obligatoires. L’Office fédéral de la justice la nomme experte à la Commission nationale de la prévention de la torture en 2010.
Elle est mère de deux enfants.

## Parcours politique
En 1995, elle est élue au Conseil communal (législatif) de la ville de Genève. Elle quitte cette assemblée en 1997, quand elle est élue députée au Grand Conseil du canton de Genève, où elle siège pendant douze ans.   
Elle est élue au Conseil administratif la ville de Genève (exécutif) en 2011, où elle prend la tête du Département de la cohésion sociale et de la solidarité. Alors qu’elle devait devenir maire durant l’année législative 2014-2015, elle préfère céder son tour à son collègue socialiste Sami Kanaan, responsable du Département de la Culture et des Sports, estimant plus logique que le responsable de la culture soit maire durant une année qui s’annonçait essentiellement culturelle du fait des festivités liées au bicentenaire de l’entrée de Genève dans la Confédération.  
Elle se représente lors des élections municipales de 2015,. Réélue conseillère administrative, comme ses quatre collègues sortants, elle devient maire de la ville de Genève le 1er juin suivant. Elle participe à ce titre au Sommet des élus locaux pour le climat à Paris dans le cadre de la COP21.
Alors que son parti milite pour la mobilité douce, l'affaire des notes de frais de la Ville de Genève montre qu'elle s'est fait rembourser des frais de taxis particulièrement élevés et en constante augmentation,. Le 13 février 2019, elle annonce qu’elle renonce à briguer un troisième mandat à l’exécutif. Elle réfute tout lien avec l’affaire des notes de frais.

### Bilan de ses mandats au Conseil administratif
Son bilan est jugé positif à gauche comme à droite de l'échiquier politique,. La presse relève son ouverture au dialogue, sa détermination, son esprit constructif et sa capacité à aller jusqu'au bout de ses convictions, tout en la décrivant comme une politicienne discrète, collégiale et efficace.   
Ses réalisations en faveur des sans-abri et des personnes démunies, en particulier le doublement en 2012 de la capacité d'accueil des sans-abri durant la période hivernale et la pérennisation du financement de ce dispositif, sont salués par la gauche, tout comme la création de 1000 places de crèches en dix ans, l'augmentation des moyens pour le parascolaire, le développement des Points Info,, la création de logements-relais pour des personnes précarisées et celle de l'allocation de rentrée scolaire pour les familles à bas revenu en 2013, la rénovation des espaces de quartier et la politique de la vieillesse,,.

### Autres réalisations
Elle lance[Quand ?] une campagne d’information à l'intention des rentiers de conditions modeste pour les inciter à demander la prestation complémentaire municipale à laquelle ils ont droit.   
Elle crée quatre Antennes sociales de proximité, réparties sur le territoire de la Ville, à l'automne 2016. Après l'établissement de Portraits sociaux de quartier, les habitants et les associations des différents quartiers sont consultés sur leurs besoins et les possibilités d'améliorer leur vie quotidienne lors de Forum sociaux, qui sont suivis de l'élaboration de Plans d'actions proposant des projets concrets à court et à moyen terme.  
Par ailleurs, afin d’encourager l’activité physique au moyen d’équipements accessibles à toute la population, elle crée des installations de fitness en plein air nommées Proxisport.